# No Drama
No Drama è un singolo della cantante statunitense Tinashe, pubblicato il 18 gennaio 2018 come primo estratto dal terzo album in studio Joyride.

## Pubblicazione
Il singolo è stato annunciato da Tinashe tramite social media il 12 gennaio 2018.

## Tracce
Testi e musiche di Mikkel Storleer Eriksen, Tor Erik Hermansen, Kiari Cephus, Brittany Hazzard e Tinashe Kachingwe.
1. No Drama (feat. Offset) – 3:20

## Formazione
Musicisti
- Tinashe – voce
- Offset – voce aggiuntiva

Produzione
- Stargate – produzione
- Jaycen Joshua – missaggio
- Maddox Chhim – ingegnere del suono
- Dave Nakaji – ingegnere del suono
- Chris Athens – mastering

## Classifiche
| Classifica (2018) | Posizione massima |
| ----------------- | ----------------- |
| Belgio (Fiandre)  | 93                |
| Stati Uniti       | 123               |